# Талыбова, Бахар Магеррам кызы
Бахар Магеррам кызы Талыбова (азерб. Bahar Məhərrəm qızı Talıbova; 17 марта 1927 года, Нахичеванская АССР — 20 июля 2003 года, Шарурский район) — советский азербайджанский хлопковод, Герой Социалистического Труда (1951), мастер хлопка Азербайджанской ССР (1959).

## Биография
Родилась 17 марта 1927 года в селе Ашагы-Аралык Нахичеванской АССР (ныне Шарурский район Нахичеванской АР Азербайджана).
Начал трудовую деятельность рядовым колхозником в 1951 году в колхозе имени М. Гусейнзаде Ильичевского района. Позже звеньевая.
В 1959 году достигла высоких показателей сборки хлопка.
Указом Президиума Верховного Совета СССР от 7 марта 1960 года в ознаменование 50-летия Международного женского дня, за выдающиеся достижения в труде и особо плодотворную общественную
деятельность Талыбовой Бахар Магеррам кызы присвоено звание Героя Социалистического Труда с вручением ордена Ленина и золотой медали «Серп и Молот».
Активно участвовала в общественной жизни страны. Делегат XXII-XXIV съездов КПСС, XXV-XXVII съездов КП Азербайджана. Депутат Верховного Совета СССР 4-го (от Норашенского округа), 5-го, 6-го и 7-го (от Енгиджинского округа) созывов. Депутат Верховного Совета Нахичеванской АССР с 9 по 11 созывы. Член ЦК КП Азербайджана.
Распоряжением Президента Азербайджанской Республики от 2 октября 2002 года, за большие заслуги в области науки и образования, культуры и искусства, экономики и государственного управления Азербайджана, Талыбовой Бахар Магеррам кызы предоставлена персональные стипендия Президента Азербайджанской Республики.
Скончалась 20 июля 2003 года в родном селе.